# Фойгт, Ванесса
Ванесса Фойгт (нем. Vanessa Voigt; род. 7 октября 1997, Шмалькальден, Тюрингия) ― немецкая биатлонистка, бронзовый призёр зимних Олимпийских игр 2022 года в женской эстафете 4×6 км, двукратный призёр чемпионатов мира в эстафетах.

## Биография
Родилась 7 октября 1997 года в городе Шмалькальден, Германия.
На чемпионат мира среди юниоров 2017 года в Осрбли	выиграла серебряную медаль в эстафете 3×6 км.
В 2021 году на чемпионате Европы в Душники-Здруй завоевала 	серебро в смешанной эстафете.
Фойгт выиграла Кубок IBU в сезоне 2020–2021 годов. 
На зимних Олимпийских играх 2022 года в Пекине соревновалась в индивидуальной гонке на 15 км и заняла четвертое место со временем 44: 29,3. Затем завоевала бронзовую медаль в женской эстафете 4×6 км.
На чемпионате мира 2023 года в Оберхофе стала серебряным призёром в женской эстафете.
На чемпионате мира 2024 года в Нове-Место выступала во всех 7 гонках. Завоевала бронзу в женской эстафете. В личных гонках занята пятое место в индивидуальной гонке и масс-старте.

## Результаты на крупнейших соревнованиях

### Олимпийские игры
| Олимпийские игры | Индивид. гонка | Спринт | Преследование | Масс-старт | Эстафета | Смешанная эстафета |
| ---------------- | -------------- | ------ | ------------- | ---------- | -------- | ------------------ |
| 2022 Пекин       | 4              | 18     | 12            | 18         | 3        | 5                  |

### Чемпионаты мира
| Чемпионат мира  | Индивид. гонка | Спринт | Преследование | Масс-старт | Эстафета | Смешанная эстафета | Сингл-микст |
| --------------- | -------------- | ------ | ------------- | ---------- | -------- | ------------------ | ----------- |
| 2023 Оберхоф    | 19             | 41     | 46            | 23         | 2        | 6                  | —           |
| 2024 Нове-Место | 5              | 18     | 15            | 5          | 3        | 5                  | 6           |